# Rowland Prichard
Rowland Huw Prichard, född 14 januari 1811, död 25 januari 1887, var en walesisk väveriarbetare, musiker och tonsättare.
Han har komponerat melodin "Hyfrydol" som används till sångerna/psalmerna:
- Halleluja! Sjung om Jesus
- Mitt i all min egen strävan